# Bielawy (przystanek kolejowy)
Bielawy – przystanek kolejowy w Bielawach na linii kolejowej nr 206 Inowrocław Rąbinek – Żnin, w województwie kujawsko-pomorskim.